# Istoria Norvegiei

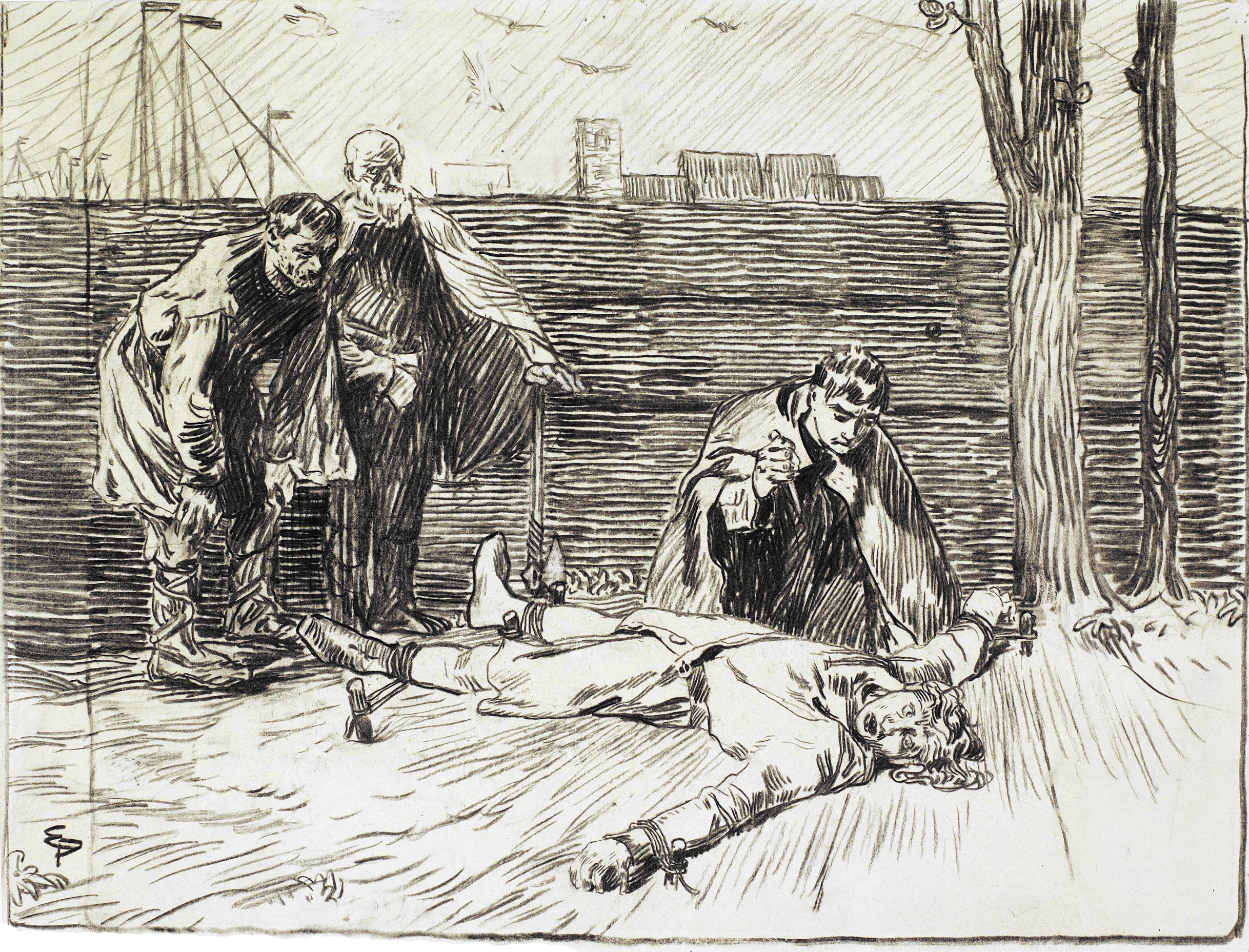
Castrarea şi orbirea regelui Magnus

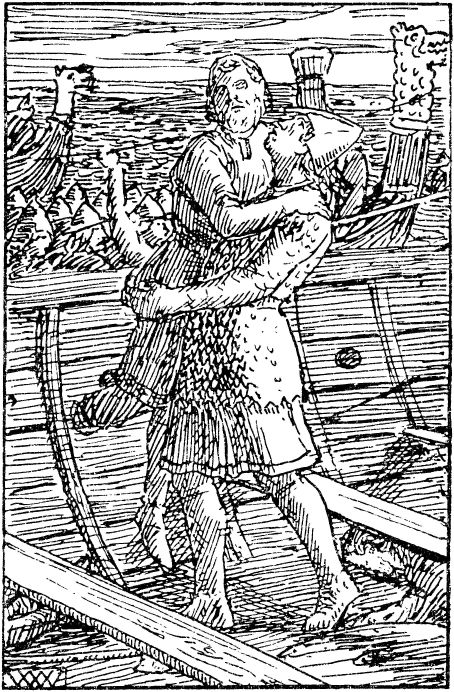
Reidar Grjotgardsson care încearcă salvarea regelui orb Magnus este ucis de o lance.

Descoperirile arheologice arată că teritoriul Norvegiei a fost locuit cel târziu începând din anii 10000 î.Hr. Majoritatea istoricilor consideră că nucleul populațiilor care au colonizat Scandinavia se află în Germania de astăzi. În primele secole d.Hr. Norvegia de azi era împărțită în mici regate. Conform tradiției, Harald Hårfagre a reușit să unească aceste regate în 872 d.Hr., în urma Bătăliei de la Hafrsfjord din Stavanger, devenind astfel primul rege al unei Norvegii unite. 

## Istoria Norvegiei până la Harald Hårfagre

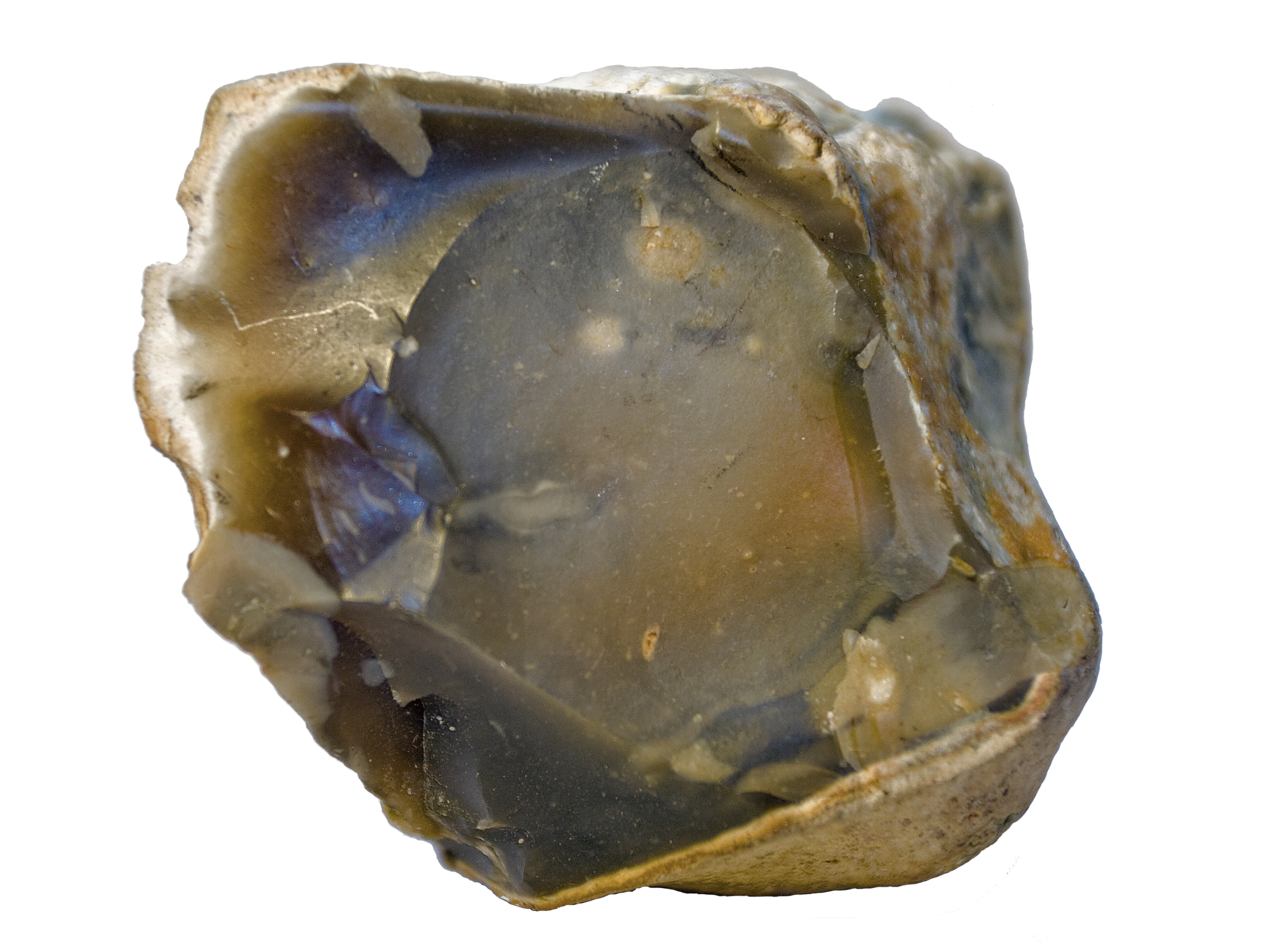
Amnar din silex

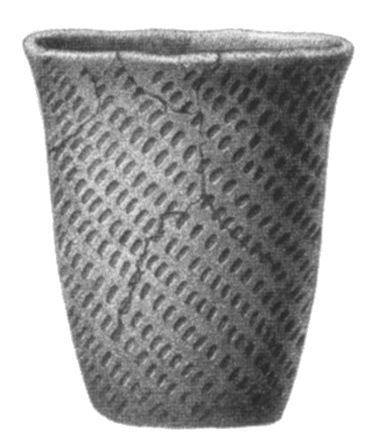
Vas sub formă de pâlnie

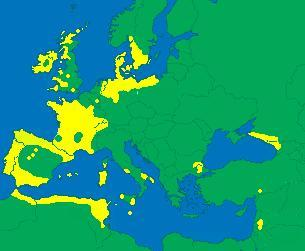
Răspândire Culturii megalitice

Primele prezențe omenești din Norvegia datează ca. cu 10 500 î.Hr. în această perioadă era deja topită gheața pe coasta de vest norvegiană. Uneltele de piatră găsite pe insula Rennesøy au o vechime de 10 000 de ani î.Hr. sunt unelte confecționate din flint (silex, cremene sau cuarț). Locuitorii din prima perioadă de timp nu erau stabiliți în așezări, cea mai veche așezare omenească ce datează ca. cu 10 500 de ani î.Hr. a fost descoperit în districtul Øygarden in Hordaland.
Circa cu 9000 de ani î.Hr. se formează „Complexul-Fosna” un termen folosit pentru cultura cea mai veche de pe teritoriul norvegian, urme istorice fiind descoperite la „Fosna” lângă portul Kristiansund.
Paralel cu această cultură în nord ia naștere „Cultura Komsa” denumit după descoperirile arheologice de la „Komsafjell” de lângă localitatea Alta aflată la nord de cercul polar. Petroglifele (desene pe piatră) atestă faptul că erau folosite în această perioadă timpurie și anumite ambarcațiuni pe apă primitive. Cu 5000 de ani î.Hr. a fost descoperit la Varangerfjord (nord estul Norvegiei) o variantă de ceramică. In mezoliticul târziu ca. anul 7000 î.Hr. au fost găsite topoare din diabaz în acest timp pe o perioadă de 3000 de ani clima se încălzește. Unele regiuni vor avea peste 1000 de așezări omenești, cu o densitate mai mare în regiunile de coastă. Agricultura este practicată ca. din anii 4000 î.Hr. din această perioadă de timp s-au găsit ceramică împodobită cu desene și vase de lut sub formă de pâlnie caracteristice culturii nordice din neoliticul timpuriu. O teorie controversată între istorici este migrația peste Marea Albă și peninsula Kola unei populații din estul Scandinavei spre Finnmark.
Din anii 3 300 î.Hr. datează urme a culturii „megalitice” (grec. „mega=mare” și „litos=piatră”) fiind descoperite morminte din piatră cioplită. Prin răcirea climei în anii 3 500 î.Hr. suprafețele unde se practica agricultura se reduc treptat până la o dispariție aproape completă, luând amploare vânatul.
Primele obiecte de bronz apar în anii 2000 î.Hr. dar perioada propriu zisă a bronzului datează din anii 1800 î.Hr. fiind folosite mai departe unelte din piatră, obiectele sau uneltele din bronz fiind un privilegiu de simbol aristocratic. În sud-vestul Norvegiei în Iutlanda (peninsula desparte Marea Baltică de Marea Nordului), agricultura ia din nou amploare, se descoperă urmele unui comerț cu regiuni îndepărtate fiordul Oslo lângă Bohuslän. Incinerarea morților a început să fie practicată prin anii 1000 î.Hr. istoricul Jordanes care a trăit în secolul VI amintește din anii 550 î.Hr. existența triburilor norvegiene și folosirea fierului precum și construirea de ambarcațiunilor cu un schelet (kiel, bordaj, vikingii fiind constructori iscusiți).
Migrația popoarelor n-a lăsat urme deosebite pe teritoriul Norvegiei. Construcțiile navale se dezvoltă în continuare, se folosesc cuie din metal la construirea navelor, care sunt împodobite cu cioplituri în lemn. Dezvoltarea comerțului, scrisului și perfecționarea armelor a fost favorizat de contactul cu cultura romană, începe o luptă între căpetenii pentru o hegemonie pe mare.
Din anul 550 începe o decădere bruscă a prosperității, se presupune că ar fi determinată de o epidemie din secolul VI care a bântuit în Europa. Cultura scandinavă și ornarea armelor, limba este influențată de cultura francilor, apare o decădere a comerțului după blocarea căii maritime spre Bizanț de către avari. Din secolul VII se reiau contactele comerciale cu Europa centrală ceea ce determină o nouă înflorire a agriculturii creșterea numărului populației, apar o serie de regate mai mici: Ringerike, Romerike, Hadeland și Hedmark, ca și regiunea Trøndelag.
Din mijlocul secolului VIII începe perioada vikingilor care erau negustori și războinici, care erau alcătuiți din scandinavi mai ales norvegieni și danezi, cauza pirateriei efectuate de vikingi este explicată prin mai multe teorii: creșterea densitatea populației și superioritatea vaselor scandinave, aceste acțiuni de piraterie au atins coastele portugheze. Ulterior vikingii mai sunt cunoscuți sub denumirea de normanzi nume provenit de provincia franceză Normandia unde s-au așezat unii dintre ei, o altă parte pe teritoriul Angliei. Structura socială a lor se baza pe înrudiri de sânge cu caracter patriarhal. Această perioadă de timp este socotită după descoperirile arheologice ca perioada de înainte de „Harald Hårfagre”.

## Istoria Norvegiei până la Magnus Barfot
Era vikingă, secolele VIII-XI d.Hr., a fost caracterizată de expansiune și emigrare. Mulți norvegieni s-au stabilit în Islanda, Insulele Feroe, Groenlanda și în unele părți ale Britaniei și Irlandei. Orașele britanice/irlandeze moderne Limerick, Dublin și Waterford au fost fondate de coloniști norvegieni. Tradițiile nordice au fost înlocuite treptat de creștinism, în secolele al X-lea și al XI-lea. Această creștinare este atribuită regilor misionari Olav Tryggvasson și Sfântul Olav. Haakon cel Bun a fost primul rege creștin al Norvegiei, la mijlocul secolului al X-lea, deși încercarea sa de a răspândi creștinismul în regat a eșuat.

## Perioada Evului Mediu

### Uniunea de la Kalmar, uniunea cu Danemarca
În 1319 Suedia și Norvegia au fost unite de regele Magnus Eriksson. În 1349 pesta a omorât între 50 și 60 % din populație, rezultând o perioadă de declin social și economic. Politica regală a epocii a însemnat o serie de uniuni personale între țările nordice. Norvegia, Danemarca și Suedia au ajuns să fie stăpânite de regina Margrethe I a Danemarcei, când s-a creat uniunea de la Kalmar. Deși Suedia a decis separarea sa de uniune în 1521, Norvegia a rămas în uniune până în 1814, deci 436 de ani. În timpul naționalismului romantic din secolul al XIX-lea această perioadă a fost metaforic numită „Noaptea de 400 de ani”, deoarece toată puterea regală, administrativă și intelectuală era concentrată în Danemarca, la Copenhaga. Odată cu introducerea protestantismului în 1536 a fost desființat arhiepiscopatul de la Trondheim, și veniturile Bisericii au fost distribuite la Curtea de la Copenhaga. Norvegia a pierdut pelerinii care veneau la moaștele Sfântului Olav de la templul din Nidaros, și asta a însemnat și pierderea contactului cu viața economică și culturală a Europei. În plus, teritoriul Norvegiei a fost redus în secolul al XVII-lea, ea pierzând provinciile Båhuslen, Jemtland și Herjedalen în favoarea Suediei, în urma războaielor dintre Danemarca-Norvegia și Suedia.

### Uniunea cu Suedia (secolul al XIX-lea)
După ce Danemarca-Norvegia a fost atacată de Marea Britanie, a intrat într-o alianță cu Napoleon, dar războiul a dus la condiții grele de viață și la foametea din 1812. Cum regatul Danemarcei a fost printre statele învinse în 1814, a fost obligat să cedeze Norvegia în favoarea regatului Suediei, în timp ce vechile provincii norvegiene Islanda, Groenlanda și Insulele Feroe au ajuns să depindă de coroana daneză. Norvegia a profitat de ocazie pentru a-și proclama independența, adoptând o Constituție bazată pe modelul american și cel francez, iar prințul danez Christian Fredrik a fost proclamat rege la 17 mai 1814. Asta a cauzat izbucnirea războiului între Suedia și Norvegia. Cu toate acestea armata suedeză nu era suficient de puternică încât să-i înfrângă pe norvegieni, iar trezoreria Norvegiei nu îi permitea acesteia susținerea unui război îndelungat, plus că flotele britanice și rusești blocaseră coasta norvegiană; din toate aceste motive Norvegia a acceptat să intre într-o uniune personală cu Suedia. În urma acestei înțelegeri Norvegia și-a putut păstra constituția liberală și instituțiile independente, cu excepția ministerului de externe.
Această perioadă a fost marcată și de afirmarea naționalismului romantic în Norvegia, norvegienii căutând să-și definească și să-și exprime un caracter național separat. Mișcarea s-a manifestat în toate domeniile culturii, inclusiv în literatură (Henrik Wergeland, Bjørnstjerne Bjørnson, Peter Christen Asbjørnsen, Jørgen Moe, Henrik Ibsen), în pictură (Hans Gude, Edvard Munch, Adolph Tidemand), în muzică (Edvard Grieg), și chiar și în limba în sine. Încercările de a stabili o limbă norvegiană literară au dus la cele două forme oficiale ale norvegienei de astăzi: bokmål și nynorsk.

### Istoria modernă
Christian Michelsen, un magnat al transportului naval norvegian și om de stat, prim-ministru al Norvegiei din 1905 până în 1907, a jucat un rol important în separarea pașnică a Norvegiei de Suedia de la 7 iunie 1905. După ce un referendum național a conchis că populația dorește o monarhie, și nu o republică, guvernul norvegian a oferit tronul Norvegiei prințului danez Carol, și parlamentul l-a ales rege în unanimitate. A fost proclamat rege cu numele Haakon al VII-lea, nume inspirat de regii medievali ai Norvegiei independente. În 1898 s-a instaurat sufragiul universal pentru bărbați, urmat de cel pentru femei în 1913.
În timpul Primului Război Mondial Norvegia a fost un stat neutru. Cu toate acestea Norvegia fusese obligată de Marea Britanie să cedeze Marii Britanii o mare parte din flota ei comercială, vânzând-o la prețuri mici, și a fost obligată să respecte blocada comercială impusă Germaniei.
Norvegia s-a declarat neutră și în Al Doilea Război Mondial, dar a fost invadată de trupe germane la 9 aprilie 1940. Norvegia nu era pregătită pentru un astfel de atac surpriză, așa că rezistența ei militară a durat doar două luni. Forțele armate din nord au lansat o ofensivă împotriva trupelor germane în Bătăliile de la Narvik, dar au fost obligate să se predea la 10 iunie, după ce căderea Franței a însemnat imposibilitatea Aliaților de a mai ajuta Norvegia. Regele Haakon și guvernul norvegian au continuat lupta din exilul lor la Londra, cartierul Rotherhithe. În ziua invaziei liderul cooperaționist al micului partid Național-Socialist Nasjonal Samling, Vidkun Quisling, a încercat să preia puterea în Stat, dar a fost oprit de ocupanții germani. Puterea adevărată a ajuns în mâna liderului autorităților germane ocupante, Reichskommissar Josef Terboven. Quisling, în calitate de prim-ministru, a format un guvern cooperaționist, sub control german. De-a lungul celor cinci ani de ocupație nazistă norvegienii au format o mișcare de rezistență, care i-a combătut pe germani pe calea armelor și prin dezobediență civilă. Mai important pentru Aliați, însă, a fost rolul sprijinitor al flotei comerciale norvegiene. La ora invaziei Norvegia era pe locul patru în lume în ceea ce privea marina comercială, care era condusă de compania norvegiană de transport naval Nortraship, aflată atunci sub controlul Aliaților, și care a luat parte la toate operațiunile militare, de la evacuarea orașului Dunkirk până la debarcarea în Normandia.

### Istoria postbelică
Din 1945 până în 1961 Partidul Muncitoresc Norvegian a deținut o majoritate absolută în parlament. Guvernul, condus de prim-ministrul Einar Gerhardsen, a pus în practică un program bazat pe ideile economice ale lui Keynes, punând accent pe industrializare finanțată, cooperare între sindicatele de comerț și organizațiile angajatorilor. Multe dintre măsurile statului de controlare a economiei, impuse pe durata războiului, au continuat, cu toate că raționalizarea produselor lactate s-a anulat în 1949. Cu toate acestea, controlul prețurilor și raționalizarea caselor și mașinilor a continuat până în 1960.
Alianța cu Marea Britanie și SUA de pe vremea războiului a fost continuată în perioada postbelică. Deși aveau ca scop implementarea unei economii socialiste, Partidul Laburist s-a distanțat treptat de comuniști (în special după ce Uniunea Sovietică a preluat controlul asupra Cehoslovaciei în 1948), și a întărit legăturile cu SUA în ceea ce privea politica externă și de apărare. Norvegia a beneficiat de Planul Marshall începând cu 1947, s-a alăturat CEE un an mai târziu, și a intrat în NATO în 1949 ca membru fondator.
În jurul anului 1975 atât procentajul, cât și numărul absolut al muncitorilor industriali și-a atins apogeul. De atunci, industriile care aveau nevoie de forță de muncă masivă, și serviciile precum producția în masă în fabrici și transportul naval au ajuns să depindă de sedii în alte țări. În 1969 compania Philips Petroleum a descoperit resurse de țiței în zona maritimă numită Ekofisk. În 1973 guvernul a fondat compania de petrol controlată de stat Statoil. Producția de petrol nu a constituit un venit net până în 1980, din cauza investițiilor majore care au fost necesare în industria de petrol.
Norvegia a fost unul dintre membrii fondatori ai Asociației Europene de Liber Schimb (AELS). Două referendumuri privind aderarea la Uniunea Europeană s-au lovit de refuzul populației, chiar dacă doar la limită, în 1972 și 1994. În 1981 un guvern al conservatorilor condus de Kåre Willoch i-a înlocuit pe laburiști, încercând să stimuleze economia prin reduceri de taxe, liberalizarea economiei, deregularizarea piețelor, și măsuri de reducere a inflației (13,6 % în 1981).
Prima femeie care a ajuns prim-ministru al Norvegiei, Gro Harlem Brundtland (Partidul Muncitoresc Norvegian), a continuat multe dintre reformele conservatorilor, susținând însă și preocupări tradiționale ale laburiștilor precum securitatea socială, ecologismul și egalitatea sexelor. Spre sfârșitul anilor 1990 Norvegia își plătise datoria externă, și începuse să acumuleze un fond bugetar suveran. De atunci, una dintre problemele importante dezbătute în politică a fost modul în care se cheltuiesc veniturile provenite din petrol.